# Крајишник (Градишка)
Крајишник је насељено мјесто на подручју града Градишка, Република Српска, БиХ. Према попису становништва из 1991. у насељу је живјело 528 становника.

## Становништво
| Националност       | 1991.        | 1981.        | 1971.        |
| Срби               | 487 (92,23%) | 415 (90,02%) | 475 (95,19%) |
| Хрвати             | 6 (1,13%)    | 7 (1,51%)    | 11 (2,20%)   |
| Муслимани          | 2 (0,37%)    | 1 (0,21%)    | 1 (0,20%)    |
| Југословени        | 30 (5,68%)   | 37 (8,02%)   | 0            |
| остали и непознато | 3 (0,56%)    | 1 (0,21%)    | 12 (2,40%)   |
| Укупно             | 528          | 461          | 499          |

| Демографија | Демографија | Демографија |
| Година      | Становника  | Становника  |
| ----------- | ----------- | ----------- |
| 1961.       | 444         |             |
| 1971.       | 499         |             |
| 1981.       | 461         |             |
| 1991.       | 616         |             |